# Takatsuki
Pour les articles homonymes, voir Takatsuki (homonymie).
Takatsuki (高槻市, Takatsuki-shi) est une ville de la préfecture d'Ōsaka, Japon. Elle a été fondée le 1er janvier 1943.

Takatsuki au sein de la préfecture d'Osaka.

En 2010, la population de la ville est estimée à 354 059 personnes et la densité de population à 3 357,89 personnes par km². La superficie totale est de 105,31 km2.
Takatsuki est jumelée avec Toowoomba en Australie.

## Histoire et mémoire
Des entrepôts souterrains militaires ont été construits par des travailleurs coréens en 1944 à Takatsuki. Ces hommes vivaient et travaillaient dans de mauvaises conditions. Certains d'entre eux sont restés dans la ville après la défaite japonaise. Une association composée de citoyens japonais et de résidents zainichi, la Tachisō Conservation Association, essaye de conserver la mémoire de ces constructions et de l'histoire des travailleurs.
Le 1er avril 1958, Takatsuki absorbe le village de Kashida (ja), du district de Minamikuwada de la préfecture voisine de Kyoto.

## Musées et lieux notables

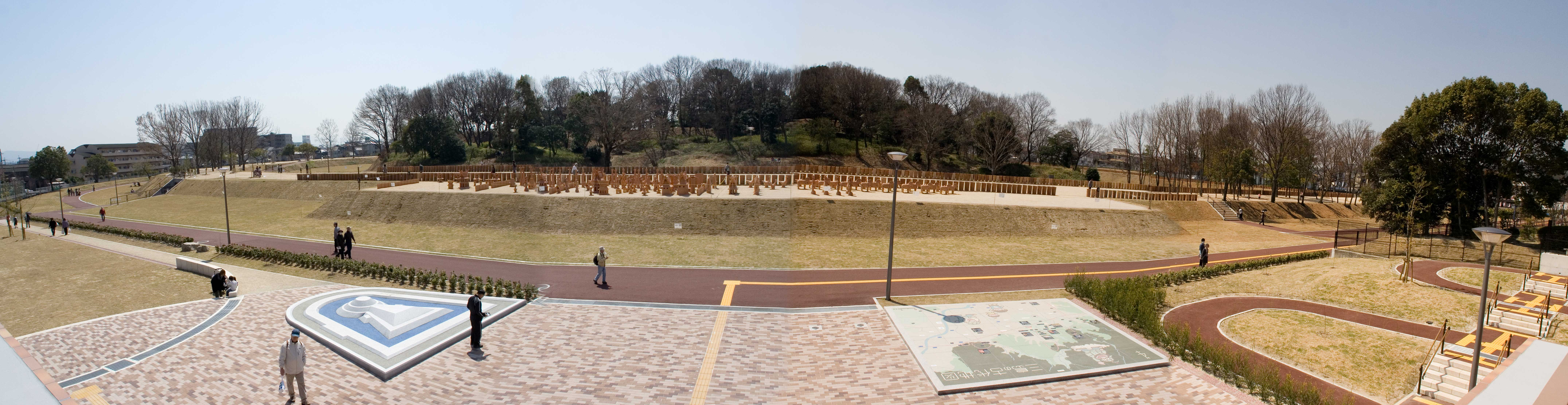
Vue panoramique du kofun et des haniwa reconstitués.

- Kofun d'Imashirozuka[3]

- Serres Kosobe
- Château d'Akutagawasan